# Грюш
Грюш (нім. Grüsch) — громада  в Швейцарії в кантоні Граубюнден, регіон Преттігау/Давос.

## Географія
Громада розташована на відстані близько 170 км на схід від Берна, 17 км на північний схід від Кура.
Грюш має площу 43,3 км², з яких на 2,9% дозволяється будівництво (житлове та будівництво доріг), 42,7% використовуються в сільськогосподарських цілях, 45,4% зайнято лісами, 8,9% не є продуктивними (річки, льодовики або гори).

## Демографія
2019 року в громаді мешкало 2116 осіб (+13,6% порівняно з 2010 роком), іноземців було 7,4%. Густота населення становила 49 осіб/км².
За віковим діапазоном населення розподілялося таким чином: 20,4% — особи молодші 20 років, 59,9% — особи у віці 20—64 років, 19,7% — особи у віці 65 років та старші. Було 916 помешкань (у середньому 2,3 особи в помешканні).
Із загальної кількості 1300 працюючих 129 було зайнятих в первинному секторі, 755 — в обробній промисловості, 416 — в галузі послуг.